# Association pour le contrôle de la radioactivité dans l'Ouest
Pour les articles homonymes, voir Acro.
L'Association pour le contrôle de la radioactivité dans l’Ouest (ACRO) est une association de protection de l'environnement française basée à Hérouville-Saint-Clair, près de Caen. Elle a été créée en 1986 au moment de la catastrophe de Tchernobyl. Elle a pour objet et pour principale activité d'effectuer des analyses de la radioactivité ambiante. Son laboratoire est agréé par l'Autorité de sûreté nucléaire.

## Activités
L’ACRO intervient dans les domaines de l’information, de la concertation et de l’évaluation des risques environnementaux, afin de connaître les niveaux de contamination radioactive dans l’environnement et de favoriser l’exercice de la citoyenneté dans un domaine complexe et sensible.
Dotée d’un laboratoire de mesure de la radioactivité fiable et performant, l’ACRO mène des travaux d’études et de surveillance de la radioactivité dans l’environnement à sa propre initiative ou bien pour répondre à la demande de collectivités territoriales, de commissions locales d’information ou d’associations.
L’ACRO a également créé l’Observatoire citoyen de la radioactivité dans l’environnement (OCRE), qui est un réseau de surveillance permettant de connaître les niveaux et les évolutions de la radioactivité dans l’environnement. Basé sur la vigilance citoyenne, il permet à toute personne de s’impliquer dans une démarche active de surveillance de l’environnement.

## Prises de position
En juillet 2019, un communiqué de l’association, relatif à la présence de tritium dans l’eau du robinet de communes des vallées de la Loire, de la Seine et de la Vienne lui vaut de faire la une des médias. Même si les relevés fournis à l'association par le ministère de la santé prouvent que les niveaux de radioactivité observés (en moyenne 9 Bq/L) sont très inférieurs aux niveaux d'alerte (100 Bq/L), le communiqué laisse entendre que d'éventuelles contaminations plus élevées pourraient affecter gravement la fourniture d'eau potable à la population en cas d'accident grave et déplore l'absence de plan d'alimentation d'eau potable de substitution. Cette prise de position est répercutée sur les réseaux sociaux par une personne se disant infirmière et prétendant que l'eau du robinet est impropre à la consommation. Cela oblige les autorités à démentir un quelconque risque à consommer l'eau du robinet et vaut à l'ACRO de nombreuses critiques.
En février 2021, l’association affirme que les nuages de poussières en provenance du Sahara qui survolent alors l’Europe contiendraient des résidus de pollution radioactive due aux quatre essais nucléaires français effectués à Reggane dans le Sahara algérien en 1960 et 1961, mais cela est infirmé par des recherches postérieures qui démontrent, grâce aux traces de plutonium détectées dans ces poussières, que celles-ci proviennent d’essais atmosphériques américains et soviétiques.